# Natació sincronitzada al Campionat del Món de natació de 1998 – Rutina de solo
La prova de rutina de solo de natació sincronitzada del Campionat del Món de natació de 1998 es va celebrar el 8 (preliminar tècnica), 9 (preliminar lliure) i 12 de gener (final lliure) al Centre Aquàtic de l'Estadi Challenge de la ciutat de Perth (Austràlia)

## Resultats
| Posició | Nedadores               | CON             | Preliminar tècnica (35%) | Preliminar tècnica (35%) | Preliminar lliure (65%) | Preliminar lliure (65%) | Total  |
| Posició | Nedadores               | CON             | Punts                    | Posició                  | Punts                   | Posició                 | Punts  |
| ------- | ----------------------- | --------------- | ------------------------ | ------------------------ | ----------------------- | ----------------------- | ------ |
| 1       | Olga Sedakova           | Rússia          | 99.000                   | 1                        | 99.133                  | 1                       | 99.087 |
| 2       | Virginie Dedieu         | França          | 97.200                   | 3                        | 98.000                  | 2                       | 97.720 |
| 3       | Miya Tachibana          | Japó            | 97.400                   | 2                        | 97.133                  | 3                       | 97.226 |
| 4       | Kristina Lum            | Estats Units    | 95.400                   | 5                        | 95.133                  | 5                       | 95.226 |
| 5       | Giovanna Burlando       | Itàlia          | 94.267                   | 6                        | 95.467                  | 4                       | 95.047 |
| 6       | Kasia Kulesza           | Canadà          | 95.600                   | 4                        | 94.600                  | 6                       | 94.950 |
| 7       | Li Min                  | R.P. de la Xina | 93.400                   | 7                        | 94.067                  | 7                       | 93.834 |
| 8       | Christina Thalassinidou | Grècia          | 93.133                   | 8                        | 93.933                  | 8                       | 93.653 |
| 9       | Choi Yoo-Jin            | Corea del Sud   | 92.467                   | 9                        |                         | 11                      |        |
| 10      | Gemma Mengual           | Espanya         | 92.467                   | 9                        | 93.133                  | 10                      | 92.900 |
| 11      | Lilián Leal             | Mèxic           | 92.333                   | 11                       | 93.200                  | 9                       | 92.897 |
| 12      | Rahel Hobi              | Suïssa          | 92.067                   | 12                       | 91.600                  | 12                      | 91.763 |
| 13      | Naomi Young             | Austràlia       | 89.800                   | 13                       | 90.600                  | 13                      | 90.320 |
| 14      | Sylvia Donker           | Països Baixos   | 89.733                   | 14                       | 88.933                  | 14                      | 89.213 |
| 15      | Sara Lindholm           | Suècia          | 88.333                   | 15                       |                         |                         |        |
| 16      | Adamson                 | Regne Unit      | 88.200                   | 16                       |                         |                         |        |
| 17      | Olesia Zaitseva         | Ucraïna         | 88.067                   | 17                       |                         |                         |        |
| 18      | Fernanda Monteiro       | Brasil          | 87.933                   | 18                       |                         |                         |        |
| 19      | Kénia Pérez             | Cuba            | 85.933                   | 19                       |                         |                         |        |
| 19      | Angela Horwath          | Àustria         | 85.933                   | 19                       | 88.000                  | 15                      | 87.277 |
| 21      | Alia Karimova           | Kazakhstan      | 84.933                   | 21                       |                         |                         |        |
| 22      | Natàllia Sakharuk       | Belarús         | 84.733                   | 22                       |                         |                         |        |
| 23      | Érika Piedrahita        | Colòmbia        | 89.800                   | 23                       |                         |                         |        |
| 24      | Piñango                 | Veneçuela       | 84.133                   | 24                       |                         |                         |        |
| 25      | Zsuzsanna Hámori        | Hongria         | 81.933                   | 25                       |                         |                         |        |

### Final
| Posició | Nedadores               | CON             | Preliminar tècnica (35%) | Preliminar tècnica (35%) | Final lliure (65%) | Final lliure (65%) | Total  |
| Posició | Nedadores               | CON             | Punts                    | Posició                  | Punts              | Posició            | Punts  |
| ------- | ----------------------- | --------------- | ------------------------ | ------------------------ | ------------------ | ------------------ | ------ |
| 1       | Olga Sedakova           | Rússia          | 99.000                   | 1                        | 99.467             | 1                  | 99.304 |
| 2       | Virginie Dedieu         | França          | 97.200                   | 3                        | 98.667             | 2                  | 98.154 |
| 3       | Miya Tachibana          | Japó            | 97.400                   | 2                        | 97.667             | 3                  | 97.530 |
| 4       | Kristina Lum            | Estats Units    | 95.400                   | 5                        | 96.000             | 5                  | 95.790 |
| 5       | Giovanna Burlando       | Itàlia          | 94.267                   | 6                        | 96.467             | 4                  | 95.697 |
| 6       | Kasia Kulesza           | Canadà          | 95.600                   | 4                        | 95.200             | 6                  | 95.340 |
| 7       | Li Min                  | R.P. de la Xina | 93.400                   | 7                        | 94.667             | 7                  | 94.224 |
| 8       | Christina Thalassinidou | Grècia          | 93.133                   | 8                        | 93.867             | 8                  | 93.661 |
| 9       | Choi Yoo-Jin            | Corea del Sud   | 92.467                   | 9                        | 93.200             | 9                  | 92.944 |
| 10      | Gemma Mengual           | Espanya         | 92.467                   | 9                        | 93.133             | 10                 | 92.900 |
| 11      | Lilián Leal             | Mèxic           | 92.333                   | 11                       | 92.933             | 11                 | 92.722 |
| 12      | Hobi                    | Suïssa          | 92.067                   | 12                       | 91.133             | 12                 | 91.460 |